# Odyssey

Odyssey er titlen på Ste van Holms første fuldlængde album, som udkom i 2001.
Albummet er baseret på bogen '2001 – A space odyssey' af Arthur C. Clarke, og udkom d. 20/01 – 2001 kl. 20:01.
Stilmæssigt lægger Odyssey sig op ad genrerne ambient og minimalisme, dog brydes de normalt så stille genrer fra tid til anden af storladne og dramatiske klangbilleder.

I coveret til Odyssey stiles en tak til musikeren Jean-Michel Jarre, som bidrog med en lille smule hjælp til albummet. Hjælpen bestod i at formidle en kontakt til Arthur C. Clarke som var tiltænkt at skulle bidrage med talesekvenser til albummet. På trods af, at Jarre fik et brev og en demo CD at viderebringe til Clarke, kom der aldrig noget svar. Dog benyttede Jarre lignende talesekvenser – indtalt af Arthur C. Clarke til sin Vizitors koncert i Okinawa, Japan, kun tyve dage før Odysseys udgivelse.

## Genudgivelse
I juni 2010 blev 'Odyssey' genudgivet på diverse digitale musiksites. Som med genudgivelsen af 'Tabula Rasa', var indholdet af 'Odyssey' ændret en smule. F.eks var alle talesekvenser blevet genindspillet, og nye guitarspor var tilføjet.

## Trackliste
- Chapter 1 – Dawn of man
- Chapter 2 – Song of HAL
- Chapter 3 – Japetus' eye
- Chapter 4 – Beyond the Infinite

## Medvirkende
- Ste van Holm
- Thomas Hillebrandt (indirekte bidrag)